# جزيرة باسارباندان
جزيرة باسارباندان وهي جزيرة من جزر إندونيسيا، وتتبع إقليم كليمنتان الجنوبية في إندونيسيا.